# Maximilian Hofer
Maximilian Hofer (* 30. August 2005) ist ein österreichischer Fußballspieler.

## Karriere
Hofer begann seine Karriere beim FC Hermagor. Zur Saison 2019/20 wechselte er in die Jugend der Kapfenberger SV. Zur Saison 2021/22 rückte er in den Kader der dritten Mannschaft der KSV, Rapid Kapfenberg. Für Rapid spielte er bis zur Winterpause zweimal in der sechstklassigen Unterliga. In der Winterpause wurde er in den Kader der zweiten Mannschaft hochgezogen. Für diese kam er in den folgenden eineinhalb Spielzeiten zu 24 Einsätzen in der Oberliga.
Im Juli 2023 debütierte Hofer für die Profis der Kapfenberger in der 2. Liga, als er am ersten Spieltag der Saison 2023/24 gegen den SV Lafnitz in der 75. Minute für Christoph Pichorner eingewechselt wurde.